# NOW 2
Now (That's What I Call Music 2) er et dansk opsamlingsalbum udgivet 15. november 2002 i kompilation-serien NOW Music.

## Spor
1. Las Ketchup: "The Ketchup Song (Asereje)"
2. Sugababes: "Round Round"
3. Nik & Jay: "Hot!"
4. Outlandish: "Guantanamo"
5. Céline Dion: "I'm Alive"
6. Atomic Kitten: "The Tide is High (Get the Feeling)"
7. René Dif: "Let it All Out (Push It)"
8. Robyn: "Keep This Fire Burning"
9. C21: "Stuck In My Heart"
10. Elvis vs. JXL: "A Little Less Conversation"
11. Suede: "Positivity"
12. Kelly Osbourne: "Papa Don't Preach"
13. The Calling: "Adrienne"
14. Beenie Man feat. Janet: "Feel It Boy"
15. Ronan Keating: "I Love It When We Do"
16. Anastacia: "Why'd You Lie To Me?"
17. Coldplay: "In My Place"
18. Enrique Iglesias: "Love To See You Cry"
19. Norah Jones: "Don't Know Why"
20. U2: "Electrical Storm"